# Светлогорск (аэропорт)
Светлогорск (ИАТА: SES, ИКАО: UOIG) — региональный аэропорт в Туруханском районе Красноярского края, расположенный в 16 километрах от посёлка Светлогорск.

## Характеристики
Региональный аэропорт Светлогорск расположен в Туруханском районе Красноярского края, в 16 километрах от одноимённого посёлка, градообразующим предприятием которого является Курейская ГЭС.
Класс аэродрома — «Е». Оператор — ООО «Аэропорт „Норильск“». Имеет одну взлётно-посадочную полосу (ВПП) 07/25 (истинное направление — 086,84°/266,88°). Длина — 1622 метра, ширина — 32 метра, покрытие — бетон. Классификационное число ВПП (PCN) — 10/R/A/X/T, 11/R/A/X/T. Светосигнальное оборудование — огни малой интенсивности типа «Курс-1». Высота над уровнем моря — 121 метров. Время работы — 10:00—18:00 по местному времени с понедельника по пятницу. Способен принимать и обслуживать самолёты Ан-24, Ан-26, Ан-32, ATR 42, а также вертолёты всех типов.
Директор аэропорта — Лихобабин Валерий Константинович.

## Авиакомпании и пункты назначения
Аэропорт Светлогорск обеспечивает регулярное сообщение с красноярским аэропортом Черемшанка и труднодоступными населёнными пунктами региона. Рейсы выполняют авиакомпании «КрасАвиа» и «Турухан».

## Авиационные происшествия
2 апреля 2024 года самолёт Ан-24 авиакомпании «КрасАвиа» во время выполнения посадки в аэропорту Светлогорска выкатился за пределы ВПП. Из находившихся на борту 19 человек (15 пассажиров и четыре члена экипажа) никто не пострадал.

## Показатели деятельности
| год             | 2014 | 2015 | 2016 | 2017 | 2018 | 2019 | 2020 | 2021 |
| тыс. пассажиров | 3369 | 3345 | 3581 | 3534 | н/д  | н/д  | н/д  | н/д  |

| год  | 2014   | 2015 | 2016   | 2017  | 2018 | 2019 | 2020 | 2021 |
| тонн | 150,55 | 84,8 | 126,41 | 95,43 | н/д  | н/д  | н/д  | н/д  |